# Richard H. Kline
Pour les articles homonymes, voir Kline.
Richard Howard Kline est un directeur de la photographie américain né le 15 novembre 1926 à Los Angeles et mort dans la même ville le 7 août 2018.

## Filmographie
- 1966 : La Chambre des horreurs (Chamber of Horrors) de Hy Averback
- 1967 : Camelot de Joshua Logan
- 1968 : Pendez-les haut et court (Hang 'Em High) de Ted Post
- 1968 : L'Étrangleur de Boston (The Boston Strangler) de Richard Fleischer
- 1969 : A Dream of Kings de Daniel Mann
- 1969 : Gaily, Gaily de Norman Jewison
- 1970 : La Guerre des Bootleggers (The Moonshine War) de Richard Quine
- 1971 : Le Mystère Andromède (The Andromeda Strain) de Robert Wise
- 1971 : Grand-père à louer (Kotch) de Jack Lemmon
- 1972 : Hammersmith Is Out de Peter Ustinov
- 1972 : When the Legends Die de Stuart Millar
- 1972 : Le Flingueur (The Mechanic) de Michael Winner
- 1972 : Gunn la gâchette (Black Gunn) de Robert Hartford-Davis
- 1973 : Soleil vert (Soylent Green) de Richard Fleischer
- 1973 : The Harrad Experiment de Ted Post
- 1973 : La Bataille de la planète des singes (Battle for the Planet of the Apes) de J. Lee Thompson
- 1973 : Don Angelo est mort (The Don Is Dead) de Richard Fleischer
- 1974 : L'Homme terminal (The Terminal Man) de Mike Hodges
- 1974 : Mr. Majestyk de Richard Fleischer
- 1974 : Harrad Summer de Steven Hilliard Stern
- 1975 : I Wonder Who's Killing Her Now? de Steven Hilliard Stern
- 1975 : Mandingo de Richard Fleischer
- 1976 : Won Ton Ton, le chien qui sauva Hollywood (Won Ton Ton, the Dog Who Saved Hollywood) de Michael Winner
- 1976 : King Kong de John Guillermin
- 1977 : That's Action (documentaire) de G. David Schine
- 1978 : Furie (The Fury) de Brian De Palma
- 1978 : Les Guerriers de l'enfer (Who'll Stop the Rain) de Karel Reisz
- 1979 : Tilt de Rudy Durand
- 1979 : Star Trek, le film (Star Trek: The Motion Picture) de Robert Wise
- 1980 : Touched by Love de Gus Trikonis
- 1980 : Le Concours (The Competition) de Joel Oliansky
- 1981 : La Fièvre au corps (Body Heat) de Lawrence Kasdan
- 1981 : Lovespell de Tom Donovan
- 1982 : Un justicier dans la ville 2 (Death Wish II) de Michael Winner
- 1983 : Un homme, une femme, un enfant (Man, Woman and Child) de Dick Richards
- 1983 : Breathless de Jim McBride
- 1983 : La Passe du siècle (Deal of the Century) de William Friedkin
- 1984 : Rock Star (Hard to Hold) de Larry Peerce
- 1984 : Solo pour deux (All of Me) de Carl Reiner
- 1985 : L'Homme à la chaussure rouge (The Man with One Red Shoe) de Stan Dragoti
- 1986 : Howard... une nouvelle race de héros (Howard the Duck) de Willard Huyck
- 1986 : Piégé (Touch and Go) de Robert Mandel
- 1988 : J'ai épousé une extra-terrestre (My Stepmother Is an Alien) de Richard Benjamin
- 1990 : Deux Flics à Downtown (Downtown) de Richard Benjamin
- 1991 : Double Impact de Sheldon Lettich
- 1997 : Voici Wally Sparks (en) (Meet Wally Sparks) de Peter Baldwin